# YAKUSOKU 〜父に送る手紙〜
「YAKUSOKU 〜父に送る手紙〜」（ヤクソク 〜ちちにおくるてがみ〜）は、2001年6月・7月に、NHKの音楽番組『みんなのうた』で放送された楽曲。作詞：芥川澄夫、作曲：白鳥英美子、編曲：重実徹、歌：Toi et Moi 21'。